# Charlot Strasser

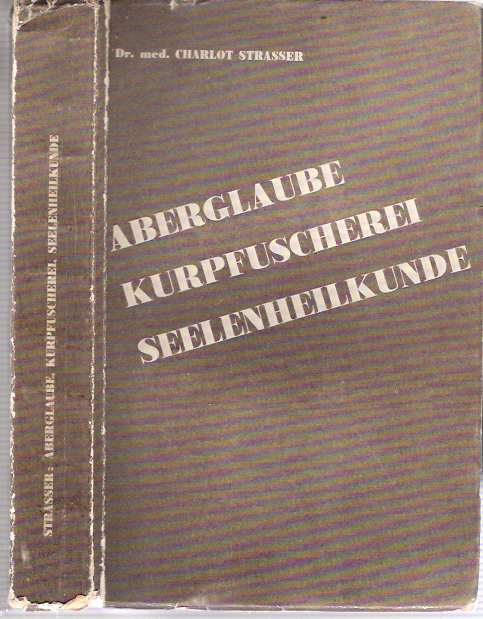
Charlot Strasser: Aberglaube. 1931

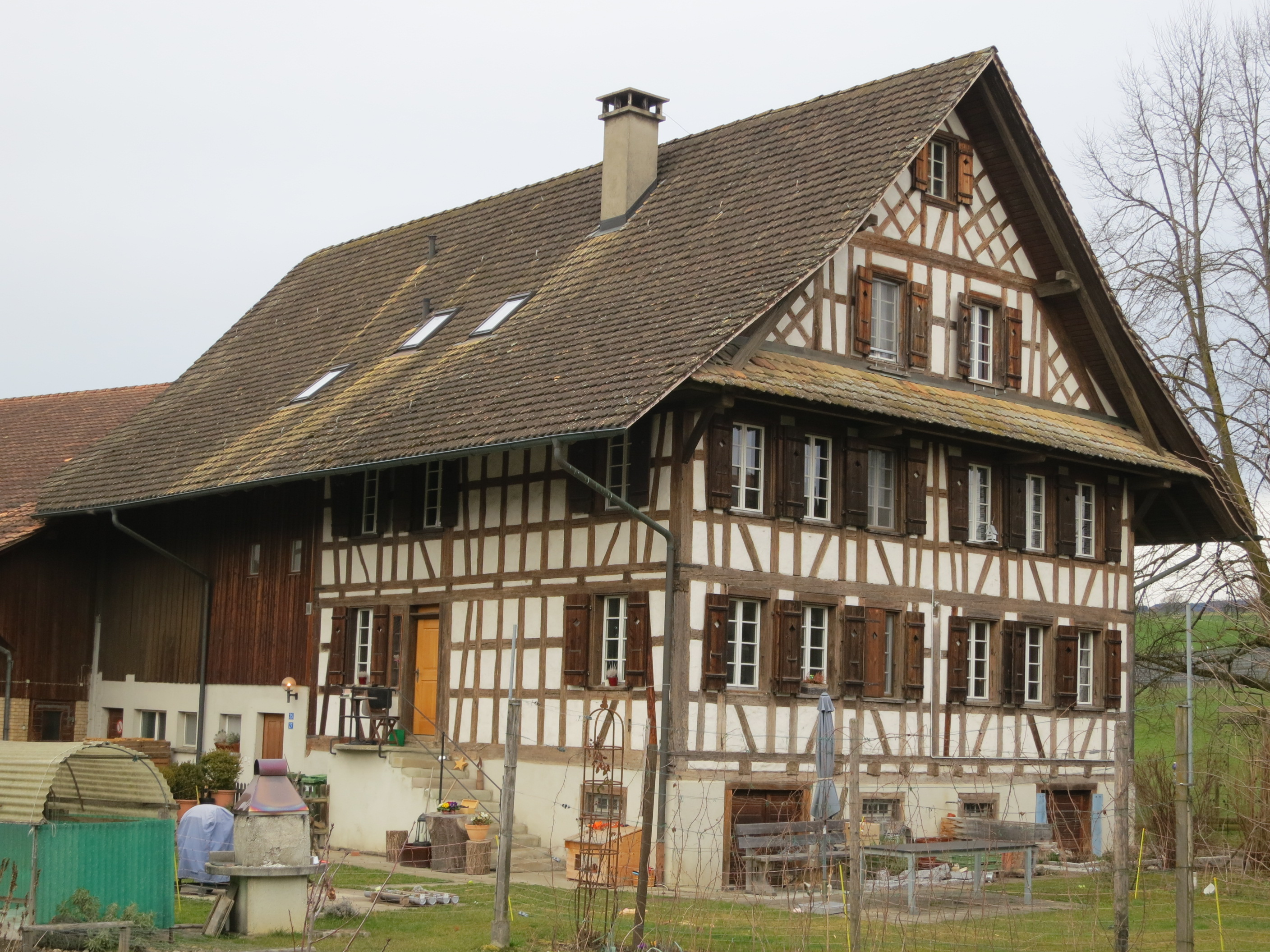
Ehemaliges Bauernhaus, Personalhaus/Männerheim, Rossau

Charlot Strasser (* 11. Mai 1884 in Bern; † 4. Februar 1950 in Zürich) war ein Schweizer Psychiater, Schriftsteller und Vertreter der Individualpsychologie.

## Leben
Karl Ludwig (Charlot) kam als erstes von sechs Kindern des Anatomieprofessors Hans Strasser und der Marie geborene Freymond (1861–1922) zur Welt. 1887 wurde sein Vater als Direktor des Anatomischen Institutes nach Bern berufen. Seine Jugendjahre verbrachte Strasser in der Nähe des Instituts.
Charlot schloss das Berner Literargymnasium 1902 mit der Matura Typus A ab. Von 1903 bis 1909 absolvierte er ein Studium der Medizin in Bern, Berlin, Leipzig, München und Paris (Promotion 1912). Während dieser Zeit entstand sein literarisches Frühwerk unter Anleitung des Berner Schriftstellers Joseph Victor Widmann.
Von 1906 bis 1907 reiste er durch Russland, China und Japan, wovon seine «Gedichte von einer Weltreise» und die «Reisenovellen aus Russland und Japan» berichten. Nach
Abschluss des Studiums bereiste er Anfang 1910 als Schiffsarzt der Hamburger Kosmos-Linie Mittel- und Südamerika und schilderte seine Erlebnisse in der Novellensammlung «Das Pestschiff».
Nach seiner Rückkehr arbeitete Strasser kurze Zeit als Assistenzarzt der Inneren Medizin am Berner Inselspital unter Hermann Sahli und für einige Monate an der Psychiatrischen Universitätsklinik Waldau Bern unter Wilhelm von Speyr. Von 1911 bis 1912 war Strasser Assistenzarzt unter Eugen Bleuler am Burghölzli. In Zürich entstand unter der Leitung von Heinrich Zangger seine Dissertation «Über die Kumulativverbrechen».
Strasser praktizierte ab 1913 bis zu seinem Tode als niedergelassener Psychiater in Zürich. Er war der erste Arzt, der Friedrich Glauser betreute. Hugo Ball hatte Glauser an Strasser vermittelt, der damals mit der literarischen Szene Zeit enge Beziehungen pflegte. Von 1935 bis 1944 war er ärztlicher Leiter des Männerheims zur Weid in Rossau (Gemeinde Mettmenstetten).
Zusammen mit Alfred Adler und Carl Furtmüller publizierte Strasser ab 1914 die «Zeitschrift für Individualpsychologie». Mit seiner Ehefrau Vera Strasser-Eppelbaum verfasste er Arbeiten, die sich kritisch mit der Psychoanalyse beschäftigten. Wegen des Ersten Weltkriegs mussten die Nummern 6 bis 9 der Zeitschrift im Juli 1916 in Zürich erscheinen.
Strasser hatte Vera Eppelbaum 1913 geheiratet. Sie stammte aus Kowel, war jüdischer Herkunft, Sozialistin wie ihr Mann, hatte in Bern und Zürich Medizin studiert und war bei Bleuler promoviert worden.
Sein literarisches Werk umfasste expressionistische Novellen, welche die Zürcher Dada-Szene beeinflussten.

## Werke (Auswahl)
- Ein Sehen (1904)
- Gedichte von einer Weltreise und andere Lieder, Rascher, Zürich ca. 1909
- Reisenovellen aus Rußland und Japan (1911)
- Das Kumulativverbrechen. Ein Beitrag zur Psychologie der Kollektivverbrechen. Dissertation aus dem Gerichtlichmedizinischen Institut der Universität Zürich (Med. Diss. 1912). Publiziert in: Archiv für Kriminalanthropologie und Kriminalistik, 1913.
- In Völker zerrissen, Rascher, Zürich 1916
- Das Pestschiff (1918)
- Wer hilft? Zwei soziale Novellen, Frauenfeld/Leipzig 1918
- Geschmeiß um die «Blendlaterne» (1933)
- Die braune Pest (1933)
- Kurpfuscher und Gaukler beuten dich aus. Genossenschaftsbuchhandlung, Zürich 1935[4]